# Список аэропортов Островов Кука
Это список аэропортов на Островах Кука, отсортированных по местоположению.
Острова Кука являются самоуправляемым государственным образованием в свободной ассоциации с Новой Зеландией. Острова Кука состоят из 15 островов в южной части Тихого океана в Полинезии.

## Аэропорты
Все аэропорты имеют платные услуги. Международные аэропорты отмечены жирным шрифтом.
| Местоположение             | ИКАО | ИАТА | Название аэропорта                 |
| Аитутаки (Araura)          | NCAI | AIT  | Аэропорт Аитутаки (Araura Airport) |
| Атиу (Enua Manu)           | NCAT | AIU  | Аэропорт Эния                      |
| Мангаиа (Auau Enua)        | NCMG | MGS  | Аэропорт Мангаиа                   |
| Манихики (Humphrey Island) | NCMH | MHX  | Аэропорт Манихики                  |
| Мауке (Akatoka Manava)     | NCMK | MUK  | Аэропорт Мауке                     |
| Митиаро (Nukuroa)          | NCMR | MOI  | Аэропорт Митиаро (Nukuroa Airport) |
| Пенрин (Tongareva)         | NCPY | PYE  | Аэропорт Тонгарева                 |
| Пукапука                   | NCPK |      | Аэродром острова Пукапука          |
| Раротонга (Avarua)         | NCRG | RAR  | Международный аэропорт Раротонга   |

## Внешние ссылки
- Списки аэропортов на Островах Кука:
  - Great Circle Mapper
  - FallingRain.com
  - World Aero Data
  - Aircraft Charter World
  - The Airport Guide
  - A-Z World Airports